# システムデザイン工学部
システムデザイン工学部（システムデザインこうがくぶ）は、東京電機大学に設置されている学部（東京電機大学システムデザイン工学部）。
同大学の千葉ニュータウンキャンパスに設置されている情報環境学部が、2018年の東京千住キャンパスへの移転に伴い、拡大される形で2017年に創設された。

## 概要
加速度的に進化する情報化社会の基盤をつくる「情報システム工学」と、多彩な技術の連携から生まれる現代のものづくりを支える「デザイン工学」。この2分野が協働して実現する、「工学と人間科学からの価値創造」に挑戦していく、創造的なエンジニアを育成する。

## 設置されている学科
- 情報システム工学科
- デザイン工学科